# CAM (optagelse)
 For alternative betydninger, se CAM. (Se også artikler, som begynder med CAM)
CAM  er en bootleg-optagelse af en biograffilm, og er en af de mest brugte måder at anskaffe en tidlig udgave af en biograffilm på.
En person medbringer et videokamera i biografsalen og optager filmen direkte fra lærredet.
En cam version af en film bliver ofte optaget i blandt publikum i en biograf, så derfor ser man ofte sorte silhuetter og folk der rejser sig op foran lærredet.
Det sker med små mellemrum at CAM's bliver optaget i tomme biografer, hvor der ikke er nogle tilstede, dette sker dog ikke særlig ofte, da dette kun kan gøres hvis du har direkte adgang til biografen efter lukket tid.

## Kvalitet
Kvaliteten på CAM's er ofte meget ringe og chancen for hele filmen er tilstede i optagelser er heller ikke stor.
Som beskrevet tidligere kan man riskere at der går folk forbi kameraet under filmen, men siden filmen bliver optaget under en offentlig visning af filmen, vil man også ofte kunne høre folk der nyser, snakker, griner eller hoster under filmen.
Som også beskrevet før er CAMs den første måde at udgive en piratkopieret film på
næste stadie hedder: Telesync.
| Film | Spire Denne filmartikel er en spire som bør udbygges. Du er velkommen til at hjælpe Wikipedia ved at udvide den. |